# Centro de Instrucción de Idiomas
El Centro de Instrucción de Idiomas (CIIFA) es un instituto de educación militar de la Fuerza Aérea Argentina con sede en el Edificio Alas, Ciudad Autónoma de Buenos Aires, y bajo la dependencia orgánica de la Dirección General de Educación de esa fuerza armada.

## Reseña
Fue creado el 28 de junio de 1963 para la formación en inglés del personal militar y civil de la Fuerza Aérea Argentina permitiendo la proyección internacional de la fuerza, pero con el tiempo incluyó la enseñanza de los idiomas técnicos aeronáuticos y traducciones, y expandió su tarea a otros organismos y las otras Fuerzas Armadas.
Desde 2015 el instituto se halla habilitado para impartir el Examen Operacional (nivel 4 OACI) para aviadores militares y controladores aéreos de la Fuerza.